# Чонсын (станция метро)
«Чонсын» (кор. 전승 — «Триумф») — станция Пхеньянского метрополитена. Расположена на линии Хёксин между станциями «Самхын» и «Хёксин».
Открыта 9 октября 1975 года в составе пускового участка линии Хёксин «Нагвон» — «Хёксин».
Является пересадочной на станцию «Чону«» линии Чхоллима.